# Shulamit Ran
Shulamit Ran (født 21. oktober 1949 i Tel Aviv, Israel) er en israelsk komponist og lærer.
Ran studerede som syv årig hos i Tel Aviv hos Paul Ben-Haim.
Hun kom til New York som 14-årig, på et schoolarship stipendium, for at studere på Mannes College of Music, med bl.a. Norman Dello Joio og Ralph Shapey.
Hun vandt PulitzerPrisen for sin Symfoni (1990), som er dedikeret til Ralph Shapey.
Ran som betragter Ludwig van Beethoven som sit store forbillede, komponerer i både streng tonal og atonal fri stil.
Hun har skrevet en symfoni, orkesterværker, violinkoncert, 2 strygerkvartetter,  opera, vokalmusik og kormusik etc. 

## Udvalgte værker
- Symfoni nr. 1 (1989-1990) - for orkester
- Koncert (1986) - for orkester
- "Mellem to Verdener" "(Besættelsen)" (1997) - opera
- "Legender" (1992-1993, rev. 2001) – for orkester
- Violinkoncert (2002-2003) - for violin og orkester
- 2 Strygekvartetter (1984, 1988-1989)